# Polina Xuvàlova
Polina Serguéievna Xuvàlova (rus: Полина Сергеевна Шувалова; Orsk, 12 de març de 2001) és una jugadora d'escacs russa. Té els títols de Mestre Internacional (2020) i de Gran Mestre Femení (2019). El 2019 fou la Campiona del món sub-20 i fou Campiona del món sub-18 el 2018 i el 2019.
A la llista d'Elo de la FIDE del desembre de 2021, hi tenia un Elo de 2516 punts, cosa que en feia la jugadora número 3 (en actiu) de Rússia, i la número 12 del rànquing mundial femení. El seu màxim Elo va ser de 2516 punts, a la llista del desembre de 2021.

## Biografia i resultats destacats en competició
Polina Xuvàlova va estudiar escacs a l'escola, a Moscou. El 2017 va guanyar el campionat de Rússia juvenil femení (sub-21).
En la dècada dels 2000s Xuvàlova va representar Rússia repetidament als Campionats d'Europa per edats i els Campionats del món per edats end diferents grups d'edat, on hi va guanyar quatre medalles: dues d'or (el 2013, al Campionat d'Europa sub-12, i el 2018, al Campionat del món sub-18), d'argent (el 2017, al Campionat del món sub-16) i de bronze (el 2016, al Campionat del món sub-16).
L'abril de 2016, va guanyar el campionat femení de Moscou. El desembre de 2017, a Sant Petersburg, Xuvàlova va debutar a la Superfinal del Campionat de Rússia femení i hi va empatar als llocs 7è-9è amb Marina Nechaeva. El torneig el va guanyar Aleksandra Goriàtxkina. L'abril de 2018, va empatar als llocs 2n-8è al Campionat d'Europa femení a Vysoké Tatry, a Eslovàquia i es va guanyar una plaça a la Copa del Món femenina de 2020. El setembre de 2018, fou 8a a la Superfinal del campionat de Rússia femení a Satka.
L'octubre de 2019, Xuvàlova va guanyar el Campionat del món sub-18 a Mumbai, amb una puntuació de 8.5/11. Poc després, va guanyar el campionat del món júnior a Nova Delhi amb un marcador de 9.5/11 i obtingué el títol de Gran Mestre femení.
El 2020, la FIDE li va donar el títol de Mestre Internacional. El novembre, va guanyar el Campionat de Rússia femení per equips de 2020, en què jugava de primer tauler per l'equip de la Federació d'Escacs de Moscou. El desembre, Xuvàlova va empatar al primer lloc a la Superfinal del campionat de Rússia femení a Moscou, amb Aleksandra Goryachkina. Van jugar el desempat a partides semiràpides, Xuvàlova perdé, i fou així subcampiona de Rússia.